# Хакимов, Ботирали Журабаевич
Ботирали Журабаевич Хакимов (узб. Botirali Juraboyevich Hakimov; род. 10 марта 1940, с. Айкиран, Ферганская область, Узбекская ССР, СССР) — советский узбекский хозяйственный, государственный и партийный деятель.

## Биография
Родился в 1940 году в селе Айкиран Ферганской области Узбекской ССР (ныне посёлок в составе Чартакского района Наманганской области Узбекистана). Член КПСС.
В 1965 году окончил Ташкентский институт инженеров ирригации и механизации сельского хозяйства.
С 1959 года — на хозяйственной, общественной и политической работе. В 1959—1991 гг. — монтажник СМУ, главный инженер колхоза, главный инженер Чартакской райсельхозтехники, инструктор, заместитель заведующего отделом Наманганского обкома КП Узбекистана, председатель Янгикурганского райисполкома, 1-й секретарь Янгикурганского РК КПУ, 1-й секретарь Чартакского РК КПУ, председатель Наманганского облисполкома,
и. о. председателя Госкоопкомсельхоза Узбекской ССР, 1-й секретарь Наманганского обкома КПУ.
Избирался депутатом Верховного Совета Узбекской ССР 11-го и 12-го созывов. Делегат XXVII и XXVIII съездов КПСС.
Жил в Узбекистане.